# عادل فليفل (عسكري مصري)
ملازم أول بحري عادل أحمد فليفل (4 فبراير 1947 - أغسطس 2016) هو عسكري مصري، وأحد أبطال فرقة 39 القتالية، إبان حرب الاستنزاف.

## حياته ونشأته
عادل محمد أحمد فليفل ولد 4 فبراير 1974، بمحافظة الإسكندرية،
ألتحق بالكلية البحرية في 8 أكتوبر 1964، وتخرج سنة 1968، ألتحق بعدها للمجموعة 39 قتال للقيام بالعملية المكلفة بها المجموعة قبل تكوينها، في 2/1/1969 كان ضمن النواة الأولى في تكوين المجموعة 39 ضمن فصيلة الصاعقة البحرية.
انتهت خدمته العسكرية حسب المادة 109 من قانون المعاشات العسكرية في يوم 1/11/1994.

## مشاركات عسكرية[2]
أشترك عادل في العديد من مهام إستطلاع مواقع العدو برأس محمد، واعد العديد من الاكئمنة، منها:-
- كمين شرق النصب التذكارى جهة الإسماعيلية 26/8/1968:

حيث كان ضمن مجموعة الاقتحام وقد زرع عدد لغمين كلف بزرعهما قبل الاقتحام، إلى ان عبرت العربات امامه هو والمجموعة وبعد أن انفجرت الألغام بهما امطروهما بوابل من الذخيرة الحية والقنابل وقواذف الاربى جى حيث تم تدمير جميع عربات الكمين كلها، وكانت من انجح العمليات التي نفذت منذ الحرب العالمية الثانية، وكان أول من أطلق دانة اربى جى على العدو.
وقد كرمهم الرئيس الراحل / جمال عبد الناصر بمنحهم جميعا نوط الجمهورية العسكري من الدرجة الثانية حيث كانوا أول من نا ل هذا النوط في العسكرية المصرية احياء.
- اقتحام موقع لسان التمساح للمرة الأولى 20/4/1969:

وكان ضمن مجموعة الاقتحام الأولى قيادة / إسلام توفيق حيث قمنا بتدمير الدوشمه الأولى والثانية جهة اليمين من دخول الموقع تدميرا كاملا.
وقمنا بستر المجموعة الثانية ودخل منها الفدائى / هنيدى مهدى، وسمير نوح إلى الموقع من اسفل حيث تم الاستيلاء على معدات وأسلحة وذخيرة من العدو بعد قتل من كان في الموقع.
وقد اصيب زميل لنا وهو / محمود على الجيزى في ساقه وكان بجوار الزميل / محمد شاكر.
وقام باخلائه هو والزملاء بعد الانتهاء من الاقتحام، وكانت هذه العملية ناجحه 100 %.
نسف واحراق سقالة الكرنتينة 30/8/1969:
وهذه العملية استشهد فيها البطل الرائد / عصام الدالى والزميل البطل / عامر يحيى عامر.
- عمليات زرع وبــث الالغـــام والقصف بالصواريـــخ منها:-
- قصف مطار الطور المرة الأولى 29/12/1969.
- قصف مطار الطور المرة الثانية 1/3/1970
- قام بالعديد من عمليات عمليات النسف والتدمير في يوم 6/6/1972 تم انتهاء الحاقه وبعض زملائه والعودة إلى وحدته الاصلية بالصاعقة البحرية.
- اشترك في حرب أكتوبر المجيدة بالعديد من عمليات بث الألغام البحرية.

## جوائز وأوسمة
- كرم فيها بترقيتة من رتبة العريف إلى رتبة الرقيب.
- نوط الجمهورية من الطبقة الثانية.
- خطاب شكر من الرئيس جمال عبد الناصر.
- ميدالية 6 أكتوبر 1973.
- نوط الشجاعة العسكري.
- حاصل على نوط جمهورية عسكري من الطبقة الثانية.
- حصل علي نوط الشجاعة العسكري مرتين.

### وفاته
وافته المنية في أغسطس 2006.